# Brancourt-le-Grand
Brancourt-le-Grand là một xã ở tỉnh Aisne, vùng Hauts-de-France thuộc miền bắc nước Pháp.